# Tratado de Edimburgo-Northampton

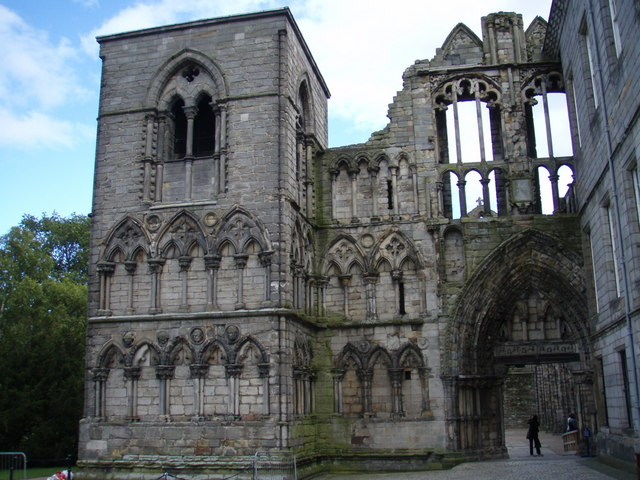
Abadía de Holyrood, lugar en el que se firmó el tratado de Edimburgo-Northampton.

El Tratado de Edimburgo-Northampton fue un tratado de paz firmado en 1328 entre los reinos de Inglaterra y Escocia. Marcó el final de la primera guerra de independencia escocesa, que se inició en 1296 con la invasión de Inglaterra a Escocia. El tratado fue firmado en Edimburgo por Roberto I, rey de los escoceses, el 17 de marzo de 1328, y fue ratificado por el Parlamento de Inglaterra en Northampton, el 1 de mayo. El documento fue escrito en idioma francés y se encuentra actualmente almacenado en el Archivo Nacional de Escocia, en Edimburgo.
Las condiciones del tratado estipularon que, mediante el pago de 100 000 libras esterlinas, la Corona Inglesa reconocería:
- Al reino de Escocia como un estado completamente independiente;
- Roberto I, él y sus sucesores serían los gobernantes legítimos de Escocia;
- La frontera entre Escocia e Inglaterra sería el mismo durante el reinado de Alejandro III (1249-1286).